# Jaime Valdés
Jaime Andrés Valdés Zapata (Santiago, 11 januari 1981) is een Chileens voormalig betaald voetballer die doorgaans speelde als middenvelder. Tussen 1998 en 2023 was hij actief voor Palestino, Bari, Fiorentina, Lecce, Atalanta Bergamo, Sporting CP, Parma, Colo-Colo, La Serena, San Antonio Unido en Santiago Wanderers. Valdés maakte in 2001 zijn debuut in het Chileens voetbalelftal en kwam uiteindelijk tot drie interlandoptredens. In 2014 en 2017 werd hij verkozen tot Chileens voetballer van het jaar.

## Clubcarrière
Valdés was in zijn vaderland Chili actief bij Palestino, waarna hij in 2000 verkaste naar het Italiaanse Bari, waarvoor hij meer dan honderd duels speelde. Via Fiorentina kwam hij bij Lecce terecht, waar hij ook zoveel wedstrijden speelde. In 2008 nam Atalanta Bergamo de middenvelder transfervrij over, maar verder dan twee seizoenen kwam hij er niet. Sporting CP kocht hem in 2010 en stalde hem na één jaar op huurbasis bij Parma. Die club besloot Valdés vervolgens ook definitief over te nemen. Op 3 januari 2014 keerde hij terug naar zijn vaderland; Colo-Colo nam hem over. Na drie jaar verlengde de Chileen zijn verbintenis met een jaar tot medio 2018. In januari 2018 werd er nog anderhalf jaar vastgeplakt aan het contract, dat nu zou lopen tot eind 2019. Vanaf januari 2020 speelde hij voor La Serena. Ruim een jaar later verliet hij deze club voor San Antonio Unido en in mei 2022 verkaste hij naar Santiago Wanderers. In 2023 besloot Valdés op tweeënveertigjarige leeftijd een punt te zetten achter zijn actieve loopbaan.

## Interlandcarrière
Valdés maakte zijn debuut in het Chileens voetbalelftal op 24 april 2001. Op die dag werd een WK-kwalificatieduel tegen Uruguay met 0–1 verloren. In de tweede helft mocht de middenvelder als invaller binnen de lijnen komen.

## Erelijst
| Competitie                       |           |            |           |           |
| Competitie                       | Aantal    | Jaren      |           |           |
| Colo-Colo                        | Colo-Colo | Colo-Colo  | Colo-Colo | Colo-Colo |
| -------------------------------- | --------- | ---------- | --------- | --------- |
| Primera División                 | 1         | 2016/17    |           |           |
| Copa Chile                       | 1         | 2016/17    |           |           |
| Individueel                      |           |            |           |           |
| Chileens voetballer van het jaar | 2         | 2014, 2017 |           |           |